# Länsväg O 649
Länsväg O 649 är en övrig länsväg i Sverige som går mellan Nösnäs och Grössbacke i Stenungsunds kommun. Vid Nösnäs korsar vägen Bohusbanan och ansluter till Länsväg 160 och 770. Vid Grössbacke ansluter den till Länsväg O 650.
Vid Jordskredet vid Stenungsundsmotet den 23 september 2023 skars vägen av vid Stenungsundsmotet. Först den 14 december 2024 kunde vägen återinvigas.

## Korsningar och anslutningar
|  | Nr | Namn              | Skyltning                                             |
|  | -- | ----------------- | ----------------------------------------------------- |
|  |    |                   | 160 mot Stora Höga, Tjörn, Orust, 700 mot Stenungsund |
|  |    |                   | Plankorsning med Bohusbanan                           |
|  |    |                   | 646 mot Hasselbacken                                  |
|  |    |                   | 647 mot Kyrkenorum                                    |
|  | 91 | Stenungsundsmotet | E 6 Oslo, Göteborg, 170 mot Stenungsund               |
|  |    |                   | 650 mot Stora Höga, Backamo                           |